# Ворота Геркулеса
Ворота Геркулеса — один з видів змагань стронґменів. Виконується як на аматорських змаганнях так і на Найсильнішій людині світу.
За легендою Геракл мав перетнути гору що була на його шляху до саду Гесперид. Замість того щоб перелізти через неї він вирішив використати свою надлюдську силу щоб розбити її на дві частини. Коли ці дві частини гори впали у море вони сформували те, що ми тепер знаємо як Гібралтар і Ачо. З тих пір ці дві половинки гори відомі як Геркулесові стовпи.
Два стовпи  кріпляться до ланцюгів, які, в свою чергу мають спеціальні ручки для атлета. Зазвичай кожен стовп важить 160 кг. Стронґмен стає між двома стовпами і хапається за ручки. Головне завдання атлета - якомога довше втримати стовпи в горизонтальному положенні.
Поки що не задокументовано жодних офіційних рекордів, але багато шанувальників визнають Марка Фелікса найкращим спортсменом в цьому змаганні.

## Ланки
- Загальна характеристика вправи [Архівовано 3 квітня 2015 у Wayback Machine.]
- Тренуйся як стронґмен [Архівовано 22 лютого 2015 у Wayback Machine.]
- Офіційна сторінка Марка Фелікса у Фейсбук